# Плюснин, Александр Николаевич
Александр Николаевич Плюснин (род. 12 декабря 1981, село Байкало-Кудара, Бурятия) — российский художник.

## Биография
В 2000 году поступил в Иркутское художественное училище на отделении живописи (учился у О. В. Веселова, А. И. Юшкова, В. Н. Бешнова), которое окончил в 2005 году. С 2005 по 2011 год учился в
Красноярском государственном художественном институте на факультете живописи, а затем графики (мастерская станковой графики под руководством профессора В. П. Теплова] . В 2011 году переехал в Москву и продолжил обучение в институте современного искусства «База», основанном художником Анатолием Осмоловским и кинорежиссёром Светланой Басковой.
По окончании обучения стал принимать участие в проектах и выставках, проходящих как на внеинституциональных площадках (галерея «Электрозавод» и центр «Красный», Москва), так и на площадках музеев и биеннале современного искусства (9-я Шанхайская биеннале современного искусства, 2012; VI Московская биеннале современного искусства, 2015; Музей Москвы, Центр современного искусства Винзавод).
С 2016 года выступает как куратор: дебютный проект «Гелиогабал» прошел в рамках параллельной программы V Международной московской биеннале молодого искусства в галерее pop/off/art.

## Персональные выставки
- 2019 / Антихилер. / Галерея pop/off/art. Москва
- 2016 / «Катастрофа» / Галерея pop/off/art, Москва

## Избранные групповые выставки
- 2019 / «Коллективный симптом. Искусство в поле социальной чувственности» / Программа «Коллекция. Точка обзора» / (Московский музей современного искусства)
- 2018 / «Простые цифры» / VIII Ташкентская международная биеннале современного искусства / (Караван-сарай культуры Икуо Хираямы, Ташкент, Узбекистан)
- 2018 / «Странное, потерянное, неувиденное, бесполезное» / Винзавод. Open / (ЦСИ Винзавод, Москва)
- 2018 / «Номерной фонд» / (Проект «Рихтер», Москва)
- 2017 / «„Мир и міръ. Художественное открытие российской деревни“» / Специальный проект 12-й Красноярской музейной биеннале (Музейный центр «Площадь Мира», Красноярск)
- 2017 / «Ура! Скульптура!» / (Центральный выставочный зал — Манеж, Санкт-Петербург)
- 2016 / «Политика хрупкости» / (Галерея — На Шаболовке, Москва)
- 2016 / «Сырое — Вареное» / Пятая Московская Международная биеннале молодого искусства — Специальный проект / (ММСИ, Москва)
- 2016 / «Ночь художников» / (Варочный цех, Москва)
- 2016 / «Изжога» / (Галерея — Электрозавод, Москва)
- 2015 / «Ура! Скульптура!» (ЦСИ Винзавод, Москва)
- 2015 / «Bona Vivo» / в рамках 6-й Биеннале современного искусства / (Всероссийский музей декоративно-прикладного и народного искусства)
- 2015 / «Делать медиум» / (Музей Москвы, Москва)
- 2015 / «Бомба» / (Центр — Красный, Москва)
- 2014 / «MMXIV» / (Галерея — Электрозавод, Москва)
- 2014 / «Вечно живой труп» / (ЦСИ Винзавод, Москва)
- 2014 / «Живопись расширения» / (Музей Москвы, Москва)
- 2013 / «Вот» / (Музей Москвы, Москва)
- 2013 / «Одиннадцать чемоданов в дорогу» / (Стелла Арт Фондейшн, Москва)
- 2012 / «Третьяковская галерея Pop-up» / (Третьяковская галерея на Крымском валу, Москва)
- 2012 / «Шанхайская биеннале современного искусства» — «Reactivation» / (Шанхай, Китай)

## В коллекциях
- MMOMA (Московский музей современного искусства) / Москва, Россия
- ART4 (музей современного российского искусства) / Москва, Россия

## Кураторские проекты
- 2018 / «Сфера» / Шестая Московская международная биеннале молодого искусства — Параллельная программа / (Галерея — Электрозавод, Москва)
- 2016 / «Гелиогабал» / Пятая Московская международная биеннале молодого искусства — Параллельная программа / (Галерея — Попоффарт, Москва)

## Конференции и круглые столы
- 2016 / Конференция по скульптуре в рамках выставки «Ура! Скульптура» / (ЦСИ Винзавод, Москва)
- 2015 / Классические медиа в современную эпоху. Живопись, Скульптура и Архитектура в XXI веке / (ГЦСИ, Москва)

## Преподавание
- 2017 — преподаватель Британской высшей школы дизайна, Москва